# Le onzieme
Le onzieme (Nguol thùa) è un film del 1998 diretto da Dai Sijie.
In Italia, oltre a essere stato trasmesso da Rai Movie col titolo Le onzieme ("l'undicesimo" in francese), è stato pubblicato in DVD da Dynit col titolo inglese The Eleventh Child.

## Trama
Tang l'Undicesimo torna dopo quindici anni al proprio villaggio natìo per rivedere il veggente Tang Primo, suo fratello maggiore, che si trova alla cava dei lebbrosi.
La leggenda vuole che solo quando una famiglia del paese avrà generato cinque figli maschi e cinque figlie femmine (non uno di meno, non uno di più), il pesce piangente potrà essere catturato e la lebbra scomparirà dal villaggio.

## Titoli per l'estero
- Tang le onzième (francese)
- The Eleventh Child (inglese)